# Cansu Özbay
Cansu Özbay (Izmir, 17 d'octubre de 1996) és una jugadora de voleibol turca. Actualment juga al VakıfBank SK d'Istanbul. Ha guanyat una medalla d'argent a la Lliga Europa de Voleibol Femenina de 2015, com a jugadora de la selecció nacional de Turquia.